# Lingua kaskea
La lingua kaskea era una lingua preindoeuropea parlata dal popolo dei Kaška, vissuto nell'Anatolia nordorientale nell'età del bronzo.

## Classificazione
La lingua kaskea risulta molto difficile da classificare, tuttavia, appare chiaro che non appartenga né alla famiglia delle lingue indoeuropee tantomeno a quella delle lingue semitiche. Nonostante ciò lo storico olandese Fred Woudhuizen ha riscontrato alcuni punti di contatto con i ceppi tracio-dacico e greco-frigio, due gruppi linguistici indoeuropei. Basandosi su toponimi e antroponimi, alcuni studiosi hanno tentato di collegarla alla limitrofa lingua hattica, ma entrambe le lingue non sono adeguatamente attestate per consentire di giungere a precise conclusioni. Un'altra ipotesi ha provato ad avvicinare sia la lingua kaskea che quella lingua hattica alle lingue hurro-urartee. Sono state riscontrante alcune somiglianze anche con le lingue caucasiche nordoccidentali e le lingue caucasiche meridionali, hanno indotto alcuni studiosi a proporre l'esistenza di una famiglia linguistica estesa dall'Anatolia centrale al Caucaso. Nel primo caso è stata messa in evidenza la somiglianza tra il nome dei Kaška e un antico nome del Circassia, inoltre, il termine Abešla, che indicava una delle tribù della confederazione Kaška, è stato accostato all'endonimo usato dagli abcasi. Nel secondo caso è stata ipotizzata una relazione tra la lingua kaskea e le lingue zan. Tuttavia, nessuna di queste ipotesi sembra essere sostenuta da prove definitive, pertanto l'opinione conservatrice è che il kaskeo sia una lingua isolata.